# Đại Dao Sơn
Đại Dao Sơn (大瑶山, Dà yáo shān) là một dãy núi ở khu vực chính giữa Quảng Tây. Dãy núi này dài khoảng 110 km chạy theo hướng đông bắc - tây nam qua các huyện Lệ Phố, Lộc Trại, Tượng Châu, Vũ Tuyên, Mông Sơn, Kim Tú, Quế Bình, Bình Nam. Chỗ rộng nhất khoảng 45 km. Trong dãy núi có khả nhiều đỉnh núi cao trên 1300 m. Đỉnh cao nhất là Thánh Đường Sơn (圣堂山, Shèng Táng shān) ở huyện Bình Nam. Đỉnh này cao nhất khu vực miền trung Quảng Tây.